# Lathrolestes jennyae
Lathrolestes jennyae är en stekelart som beskrevs av Ian D. Gauld 1997. Lathrolestes jennyae ingår i släktet Lathrolestes och familjen brokparasitsteklar. Inga underarter finns listade i Catalogue of Life.